# Anthony Ohemeng-Boamah
Anthony Ohemeng-Boamah ist ein ghanaischer Funktionär der Vereinten Nationen, der seit 2022 Residierender Koordinator der Vereinten Nationen in Guinea-Bissau ist.

## Leben
Anthony Ohemeng-Boamah begann nach dem Schulbesuch ein Studium der Wirtschaftswissenschaften an der Brandeis University in Waltham, das er mit einem Bachelor of Arts (B.A. Economics) beendete. Ein ebenfalls dort darauf folgendes postgraduales Studium der Fächer Internationale Wirtschaft und Finanzwirtschaft schloss er mit einem Master of Arts (M.A. International Economics and Finance) ab. Nach seiner Zulassung als Registrierter Finanzberater (Registered Financial Consultant) wurde er Mitglied der International Association of Registered Financial Consultants arbeitete er in einer Investmentbank in den USA bei einer Investmentbank, wo er sich auf Investmentfonds und den Aufbau von Kundenvermögen konzentrierte.
1992 trat Ohemeng-Boamah in den Dienst der Vereinten Nationen ein und arbeitete in der Folgezeit für das Entwicklungsprogramm der Vereinten Nationen UNDP (United Nations Development Programme). Er war zunächst Juniorökonom und dann nacheinander stellvertretender Residierender Repräsentant in Angola, Sonderassistent des Regionaldirektors für Afrika im UNDP-Hauptquartier, stellvertretender Repräsentant in der Elfenbeinküste sowie schließlich Landesdirektor in Ruanda. In all diesen Positionen hatte er die Gesamtverantwortung für die Koordinierung und Operationalisierung der programmatischen Aktivitäten des UNDP im Rahmen der „Delivering as One“-Initiative der Vereinten Nationen und übernahm die Führung bei der Gestaltung und Umsetzung der Programme und operativen Aktivitäten des Landesbüros. Er hat dabei in verschiedenen Entwicklungsstadien in den betroffenen Ländern beigetragen, darunter solche, die aus Krisen hervorgegangen sind, politische Übergänge von Militär- zu Zivilherrschaft, am wenigsten entwickelte Länder und Länder mit mittlerem Einkommen.
Anthony Ohemeng-Boamah, der neben seiner Muttersprache Aschanti-Twi und anderen ghanaischen Sprachen fließend Englisch, Französisch und Portugiesisch spricht, war  seit 2010 fortlaufend als Residierender Koordinator der Vereinten Nationen für Mauretanien, Kongo und Guinea tätig. Am 18. April ernannte der Generalsekretär der Vereinten Nationen, António Guterres, ihn zum Residierenden Koordinator der Vereinten Nationen in Guinea-Bissau.